# Leptodactylus insularum
Leptodactylus insularum es una especie de anfibio anuro de la familia Leptodactylidae.

## Distribución geográfica
Esta especie se encuentra en la cuenca del Amazonas en:
- Costa Rica;
- Panamá;
- la cuenca de las Antillas de Colombia, así como en las islas de Providence y San Andrés;
- Venezuela;
- Trinidad y Tobago.[2]

## Taxonomía
Esta especie se ha confundido durante mucho tiempo con Leptodactylus bolivianus y Leptodactylus guianensis.

## Etimología
El nombre de la especie le fue dado en referencia al lugar de su descubrimiento, las islas de Saboga e Isla del Rey, en el Archipiélago de las Perlas.

## Publicación original
- Barbour, 1906: Vertebrata from the savanna of Panama, IV. Reptilia and Amphibia. Bulletin of the Museum of Comparative Zoology at Harvard College, vol. 46, p. 224-230[3]